# Orthonecroscia oreibates
Orthonecroscia oreibates is een insect uit de orde Phasmatodea en de familie Diapheromeridae. De wetenschappelijke naam van deze soort is voor het eerst geldig gepubliceerd in 1932 door Günther.